# Pteronarcys reticulata
Pteronarcys reticulata är en bäcksländeart som först beskrevs av Hermann Burmeister 1839.  Pteronarcys reticulata ingår i släktet Pteronarcys och familjen Pteronarcyidae. Inga underarter finns listade i Catalogue of Life.